# رودآب
رودآب شهری زیبا در غرب استان خراسان رضوی در شرق ایران است. این شهر در بخش روداب شهرستان سبزوار قرار دارد.
شهر رودآب در جنوب باختری شهر سبزوار واقع شده و جادهٔ آسفالته‌ای از سبزوار به آن می‌رسد.
بخش روداب یکی از بخش‌های هفت‌گانه شهرستان سبزوار که در جهت جنوب غربی شهرستان و در ۳۸ کیلومتری شهر سبزوار واقع و دارای ۵۳۲۱ کیلومترمربع وسعت و سه دهستان به نام‌های فروغن به مرکزیت روداب با ۱۵۵۰ کیلومترمربع وسعت، خواشد به مرکزیت بجدن با ۱۲۹۵ کیلومترمربع وسعت و کوهمایی به مرکزیت اجنورد با ۲۰۹۶ کیلومترمربع می‌باشد.
این شهر از شمال و شمالشرقی با شهرستان داورزن و بخش مرکزی شهرستان سبزوار، از شرق با شهرستان ششتمد، از جنوب با بخش انابد شهرستان بردسکن، و از غرب با شهرستان شاهرود در استان سمنان همسایه است.

## جمعیت
بر پایه سرشماری عمومی نفوس و مسکن در سال ۱۳۹۵ جمعیت این شهر ۸۴۳۲ نفر (در ۱٬۲۵۴ خانوار) بوده است.

## در قدیم
در لغتنامه دهخدا به نقل از فرهنگ جغرافیایی ایران جلد ۹ در مورد این آبادی آمده است:
قصبه قلعه نو رودآب مرکز دهستان فروغن بخش مرکزی شهرستان سبزوار و ۶ هزار گزی جنوب کال شور. این ده در جلگه واقع و گرمسیر است. سکنه آن ۱۰۰۹تن است. آب آن از قنات و محصول آن غلات، پنبه، زیره، و شغل اهالی زراعت است. راه ارابه‌رو دارد. در دهستان فروغن آبادی‌ای به‌نام فروغن وجود ندارد بل‌که نام بلوکی است که مرکز آن قصبه نورود آب است و دبستان دارد.

## اقتصاد
در منطقه پروند در حوالی رودآب کارخانه سیمانی به نام کارخانه سیمان لار قرار دارد. فاصله این کارخانه از شهر سبزوار ۷۰کیلومتر است و همچنین در رشته کوه‌های عظیم این شهر ک در شرق و جنوب شرقی و شمال شرقی آن یعنی کوه میش و کوه دختر و کو همائی معادن عظیم منگنز سنگ مرمر و آهن وجود دارد.